# 吕尼香槟
吕尼香槟（法語：Lugny-Champagne，法語發音：[lyɲi ʃɑ̃paɲ]）是法国谢尔省的一个市镇，位于该省东部，属于布尔日区。

## 地理
吕尼香槟（47°11'10"N, 2°49'18"E）面积29.54 平方千米，位于法国中央-卢瓦尔河谷大区谢尔省，该省份为法国中部省份，北起卢瓦雷省，西接卢瓦-谢尔省和安德尔省，南至克勒兹省，东南接阿列省，东临涅夫勒省。
与吕尼香槟接壤的市镇（或旧市镇、城区）包括：沙朗托奈、绍穆马尔西利、埃特雷希、弗村、格鲁瓦斯、桑塞格、塞夫里。

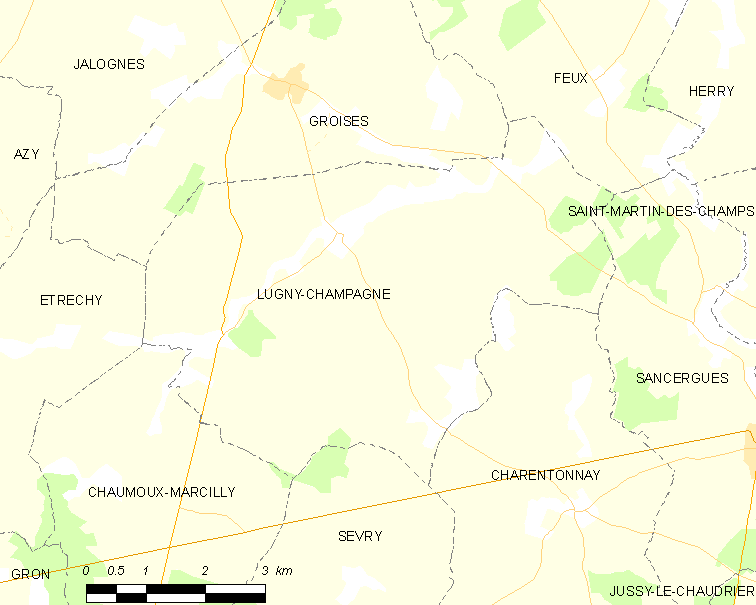
吕尼香槟的OSM定位图

吕尼香槟的时区为UTC+01:00、UTC+02:00（夏令时）。

## 行政
吕尼香槟的邮政编码为18140，INSEE市镇编码为18132。

## 政治
吕尼香槟所属的省级选区为阿沃尔县。

## 人口

1962-2008年间吕尼香槟人口变化图示

吕尼香槟于2022年1月1日时的人口数量为140人。